# Benedikt Sigurðsson Gröndal
Benedikt Sigurðsson Gröndal (* 7. Juli 1924 in Önundarfjörður, heute Gemeinde Ísafjarðarbær; † 20. Juli 2010) war ein isländischer Politiker. Er war von 1974 bis 1980 Vorsitzender der Sozialdemokratischen Partei (Alþýðuflokkurinn).
Benedikt Sigurðsson Gröndal war von 1956 bis 1982 Mitglied des isländischen Parlaments Althing. Vom 15. Oktober 1979 bis zum 8. Februar 1980 war er Ministerpräsident in der zweiten Minderheitsregierung der sozialdemokratischen Partei. Zuvor war er bereits Außenminister.
Nach dem Ende seiner politischen Laufbahn wurde Benedikt zum isländischen Botschafter in Schweden und Finnland ernannt. Anschließend wurde er nach Australien, China, Südkorea, Indonesien und Japan entsandt. Abschließend diente er zwei Jahre als isländischer UNO-Botschafter bis 1991.